# Wintersville
Wintersville és una població dels Estats Units a l'estat d'Ohio. Segons el cens del 2000 tenia 4.067 habitants.

## Demografia
Segons el cens del 2000, Wintersville tenia 4.067 habitants, 1.743 habitatges, i 1.188 famílies. La densitat de població era de 446,1 habitants per km².
Dels 1.743 habitatges en un 23,2% hi vivien nens de menys de 18 anys, en un 54,9% hi vivien parelles casades, en un 9,6% dones solteres, i en un 31,8% no eren unitats familiars. En el 29,4% dels habitatges hi vivien persones soles el 14,6% de les quals corresponia a persones de 65 anys o més que vivien soles. El nombre mitjà de persones vivint en cada habitatge era de 2,26 i el nombre mitjà de persones que vivien en cada família era de 2,78.
Per edats la població es repartia de la següent manera: un 18,4% tenia menys de 18 anys, un 6,6% entre 18 i 24, un 25,4% entre 25 i 44, un 28,4% de 45 a 60 i un 21,2% 65 anys o més.
L'edat mediana era de 45 anys. Per cada 100 dones de 18 o més anys hi havia 89,5 homes.
La renda mediana per habitatge era de 35.330 $ i la renda mediana per família de 46.190 $. Els homes tenien una renda mediana de 38.125 $ mentre que les dones 20.969 $. La renda per capita de la població era de 18.941 $. Aproximadament el 3,7% de les famílies i el 6,9% de la població estaven per davall del llindar de pobresa.

## Poblacions més properes
El següent diagrama mostra les poblacions més properes.